# آرثر "سليم" إيفانز
آرثر «سليم» إيفانز هو نقابي وسياسي كندي، ولد في 24 أبريل 1890 في تورونتو في كندا، وتوفي في 13 فبراير 1944 في فانكوفر في كندا. نشط حزبياً في الحزب الشيوعي الكندي.